# 國道2號 (芬蘭)
國道2號（芬蘭語：Valtatie 2）是連接芬蘭維赫蒂和波里的一條公路，全長227公里。其中1公里為高速公路，是全國最短的高速公路。